# رون جيبس
رون جيبس (بالإنجليزية: Ron Gibbs)‏ هو لاعب دوري الرغبي أسترالي، ولد في 14 أبريل 1962 في Brewarrina ‏ في أستراليا.